# Cannibal (альбом Кеши)
| Оценки критиков      | Оценки критиков |
| Источник             | Оценка          |
| -------------------- | --------------- |
| Allmusic             | [ 2 ]           |
| Billboard            | (favorable)     |
| The Boston Globe     | (Mixed)         |
| Entertainment Weekly | (B+)            |
| IGN                  | (6.5/10)        |
| Now Magazine         | [ 7 ]           |
| The Phoenix          | [ 8 ]           |
| Rolling Stone        | [ 9 ]           |
| Slant Magazine       | [ 10 ]          |
| Spin                 | [ 11 ]          |

Сannibal — дебютный мини-альбом певицы Кеши, изданный 19 ноября 2010 года. Является переизданием дебютного альбома Animal (2010). Изначально планировалось издать Cannibal как делюкс-издание дебютного альбома состоящего из трех бонус-треков, но в конечном итоге был выпущен мини-альбом. Кеша работала над переизданием совместно с различными авторами и продюсерами, такими как Dr. Luke, Бенни Бланко, Ammo, Максом Мартином и другими. Песни на Cannibal записаны в жанре данс-поп с элементами электро.
Cannibal в основном получил положительные отзывы от критиков. Но основной претензией критиков, как и с Animal было большое количество авто-тьюна. В США в первую неделю диск был продан тиражом в 74 000 копий, достигнув пятнадцатой позиции в Billboard 200. В Канаде альбом достиг четырнадцатого места.
Из переиздания было выпущено два сингла. Первый «We R Who We R» достиг успеха во всем мире и занял первые позиции в чартах США, Великобритании и Австралии. В Америке песня стала 17 в истории песней которая дебютировала на первом месте в чарте Billboard Hot 100. «Blow», выпущенная 8 февраля 2011 года вторым синглом, попала в десятку хит-парадов многих стран мира, включая США, Новую Зеландию и Австралию.

## Об альбоме
Первоначально мини-альбом должен был быть издан в качестве делюкс-издания Animal общей длительностью 7 минут 56 секунд. Частично запись альбома проходила в сентябре 2010 года с Dr.Luke в Conway Studious, сроки записи были ограничены, поэтому работали над ним очень быстро. Лирика песен контрастирует с предыдущим альбомом: Animal повествовал по большей части о вечеринках, похмелье и алкоголе. Первый сингл «We R Who We R» певица написала, вдохновлённая новостью об участившихся случаях самоубийств среди молодых геев.
«Этот год стал для меня годом всевозможных открытий и потрясений. Я многое поняла и переосмыслила, — говорит Кеша. Мой новый альбом — это послание людям. Я хочу, чтобы все независимо от обстоятельств оставались сами собой и главное — людьми, а не животными».
Заглавный трек «Cannibal», танцевальная-поп песня с большим количеством ударных в которой Кеша поет о каннибализме ссылаясь на маньяка Джеффри Дамера. «Sleazy» — хип-хоп-трек, изданный промосинглом звучит в стиле электро. Лирика песни рассказывает о богатых мужчинах, которые пытались «купить» внимание Кеши.
14 ноября 2010 года на шоу X Factor (Австралия) Кеша исполнила «We R Who We R». 21 ноября 2010 года на церемонии American Music Awards, Кеша выступила с песнями «Take It Off» и «We R Who We R». «Animal» и «Blow» были исполнены 22 мая 2011 года, на церемонии Billboard Music Awards. Дальнейшее продвижение альбома состоялось во время первого турне Кеши Get Sleazy Tour, который начался 15 февраля 2011 года в городе Портленд (штат Орегон).

## Список композиций
| №                   | Название                   | Автор(ы)                                                                  | Продюсер (ы)                                   | Длительность |
| ------------------- | -------------------------- | ------------------------------------------------------------------------- | ---------------------------------------------- | ------------ |
| 1.                  | «Cannibal»                 | Kesha Sebert, Joshua Coleman, Mathieu Jomphe, Pebe Sebert                 | Ammo                                           | 3:14         |
| 2.                  | «We R Who We R»            | K. Sebert, Lukasz Gottwald, Benjamin Levin, Coleman, Jacob Kasher Hindlin | Dr. Luke, Benny Blanco, Ammo                   | 3:24         |
| 3.                  | «Sleazy»                   | K. Sebert, Gottwald, Levin, Shondrae Crawford, Klas Åhlund                | Dr. Luke, Benny Blanco, Bangladesh             | 3:25         |
| 4.                  | «Blow»                     | K. Sebert, Gottwald, Levin, Åhlund, Max Martin, Allan Grigg               | Dr. Luke, Benny Blanco, Kool Kojak, Max Martin | 3:40         |
| 5.                  | «The Harold Song»          | K. Sebert, Coleman                                                        | Ammo                                           | 3:58         |
| 6.                  | «Crazy Beautiful Life»     | K. Sebert, Gottwald, Martin, P. Sebert                                    | Dr. Luke                                       | 2:50         |
| 7.                  | «Grow a Pear»              | K. Sebert, Gottwald, Levin, Martin                                        | Dr. Luke, Benny Blanco, Max Martin             | 3:28         |
| 8.                  | «C U Next Tuesday»         | K. Sebert, David Gamson, Marc Nelkin                                      | David Gamson                                   | 3:45         |
| 9.                  | «Animal» (Billboard Remix) | K. Sebert, Gottwald, Greg Kurstin, P. Sebert                              | Billboard                                      | 4:15         |
| Общая длительность: | Общая длительность:        | Общая длительность:                                                       | Общая длительность:                            | 31:59        |

| №                   | Название                                   | Автор(ы)                                | Продюсер(ы)                  | Длительность |
| ------------------- | ------------------------------------------ | --------------------------------------- | ---------------------------- | ------------ |
| 10.                 | «Your Love Is My Drug» (Bimbo Jones Radio) | K. Sebert, P. Sebert, Coleman           | Dr. Luke, Benny Blanco, Ammo | 3:07         |
| 11.                 | «Take It Off» (Billboard Radio Mix)        | K. Sebert, Gottwald, Claude Kelly       | Dr. Luke                     | 3:38         |
| 12.                 | «Animal» (Dave Audé Remix)                 | K. Sebert, P. Sebert, Gottwald, Kurstin | Greg Kurstin                 | 4:36         |
| Общая длительность: | Общая длительность:                        | Общая длительность:                     | Общая длительность:          | 43:20        |

## Чарты и сертификации
| Чарт (2010)           | Высшая позиция |
| --------------------- | -------------- |
| Canadian Albums Chart | 14             |
| US Billboard 200      | 15             |

| Страна        | Сертификат |
| ------------- | ---------- |
| United States | Золото     |